# Schlüter Compact 850
Der Schlüter Compact 850 ist eine Traktorbaureihe der Anton Schlüter Traktorenwerke in Freising. Sie umfasst außerdem die Modelle Compact 850V und Schlüter Compact 850V Spezial. Es wurden vier verschiedene Baureihen produziert, bei denen der Zusatz V hinter der Modellbezeichnung jeweils zusätzlichen Vorderradantrieb anzeigte und so Traktoren mit Allradantrieb kennzeichnete.
Der Traktor wurde von Schlüter parallel zum fast leistungsgleichen Modell Schlüter Super 850 entwickelt und angeboten. Im Gegensatz zu diesem hatte er anstelle eines Sechszylindermotors einen Vierzylindermotor und ein um 400 kg niedrigeres Leergewicht. Geplant war von Schlüter, den Schlepper als Plattform mit Verdeck, der Schlüter-Traktomobil-Kabine oder einer hydraulisch kippbare Schlüter-Kabine zu verkaufen. Von daher kommt auch das wenig harmonische Aussehen mit der meistverkauften Schlüter-Traktomobil-Kabine.
Die ersten Modelle liefen bis 1971 noch unter dem Namen Super 800, bevor Schlüter seine kleineren Modelle als Compact-Reihe anbot. Im Laufe des Produktionszeitraums von 1971 bis 1983 gab es vier verschiedene Typen, wobei die Motorleistung, das zulässige Gesamtgewicht und auch die Höchstgeschwindigkeit stetig erhöht wurden. Eine Ausnahme stellt die Reihe Compact 850V Super dar. Von ihr wurden nur acht Exemplare gebaut, die als einzige der Baureihen über einen hubraumstärkeren Motor verfügten. Außer den allerersten Modellen wurden ab August alle ausgelieferten Fahrzeuge mit dem ZF-Getriebe T3102 ausgestattet. Es ist ein Sechsganggetriebe, das vorwärts in drei Stufen übersetzt wird (wobei die zwei Ackergänge gleich schnell sind, sodass praktisch trotz 18 Gängen vorwärts nur 12 verschiedene Geschwindigkeiten zur Verfügung stehen) und eine Rückwärtsgruppe enthält. Zusätzlich war ein Kriechganggetriebe lieferbar.

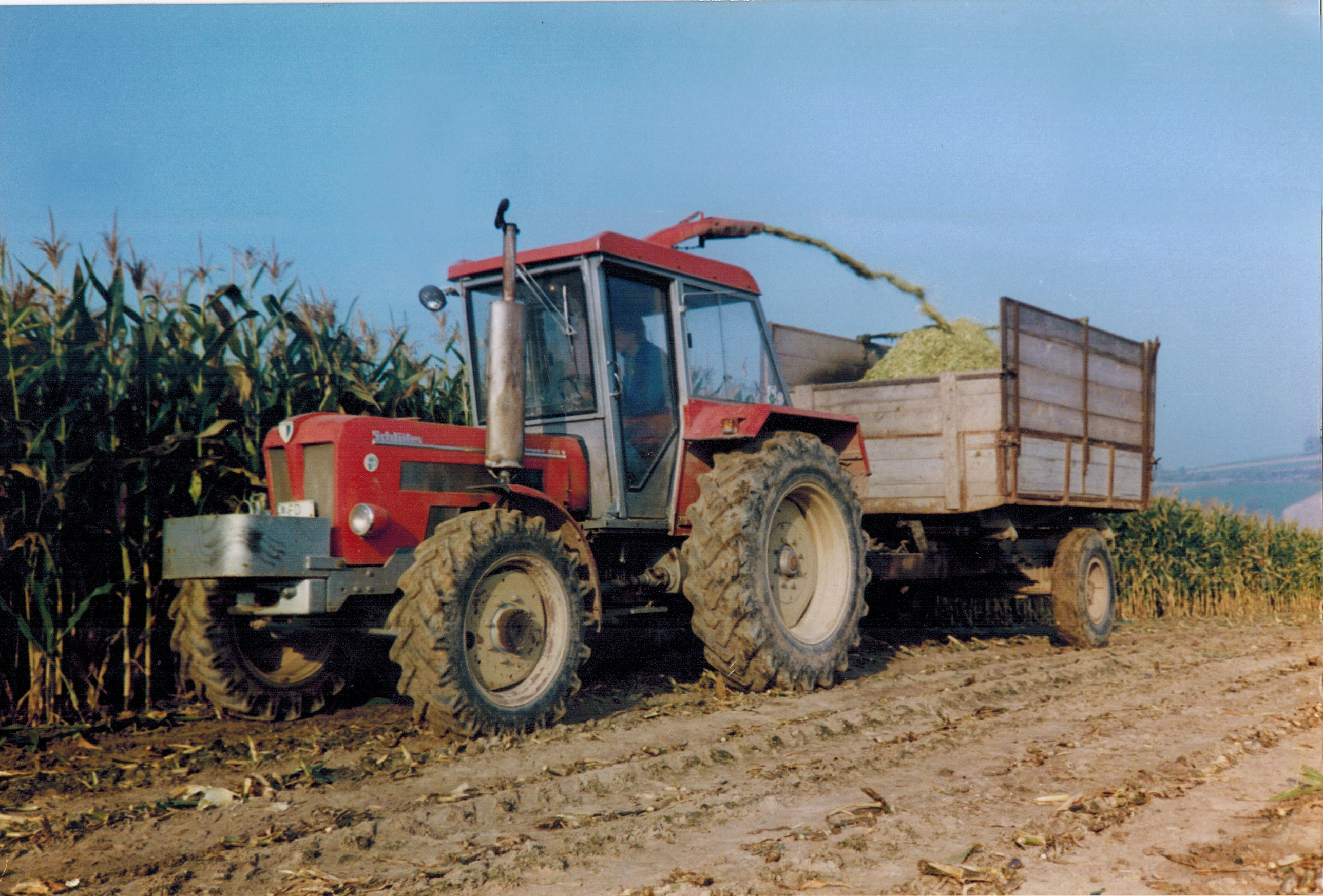
Schlüter Compact 850V bei der Maisernte 1986 in Hessen

## Technische Daten
| Übersicht über die technischen Daten | Übersicht über die technischen Daten                                | Übersicht über die technischen Daten                                | Übersicht über die technischen Daten                                | Übersicht über die technischen Daten                                |
| Technische Daten der Allradmodelle   | Technische Daten der Allradmodelle                                  | Technische Daten der Allradmodelle                                  | Technische Daten der Allradmodelle                                  | Technische Daten der Allradmodelle                                  |
| Typ                                  | Compact 850V                                                        | Compact 850V                                                        | Compact 850V                                                        | Compact 850V Spezial                                                |
| ------------------------------------ | ------------------------------------------------------------------- | ------------------------------------------------------------------- | ------------------------------------------------------------------- | ------------------------------------------------------------------- |
| technische Bezeichnung               | SF4800/800                                                          | SF4800V/801                                                         | SF4800V/802                                                         | SF4800V/803                                                         |
| Kategorie                            | Ackerschlepper                                                      | Ackerschlepper                                                      | Ackerschlepper                                                      | Ackerschlepper                                                      |
| Bauzeit                              | 07/1971 – 05/1974                                                   | 05/1974 – 10/1977                                                   | 04/1978 – 02/1983                                                   | 02/1982 – 09/1982                                                   |
| gebaute Exemplare (ungefähr)         | 447                                                                 | 632                                                                 | 641                                                                 | 8                                                                   |
| Höchstgeschwindigkeit                | 27,4 km/h                                                           | 30,0 km/h                                                           | 32,2 km/h optional 40,0 km/h                                        | 36,0 km/h                                                           |
| Leergewicht                          | 3695 kg                                                             | 3695 kg                                                             | 4200–4300 kg                                                        | 4300 kg                                                             |
| zulässiges Gesamtgewicht             | 5000 kg                                                             | 5000 kg                                                             | 5000–5310 kg                                                        | 5000–5310 kg                                                        |
| Achslast vorne                       | 2010 kg                                                             | 2010 kg                                                             | 1600–2010 kg                                                        | 2010 kg                                                             |
| Achslast hinten                      | 3060–3300 kg                                                        | 3060-4500 kg                                                        | 3300–4500 kg                                                        | 4344–4500 kg                                                        |
| Länge                                | 3950 mm                                                             | 3950 mm                                                             | 3950–4116 mm                                                        | 4116 mm                                                             |
| Breite                               | 2050 mm                                                             | 2050 mm                                                             | 2100–2190 mm                                                        | 2190 mm                                                             |
| Höhe                                 | 2330–2460 mm                                                        | 2400–2530 mm                                                        | 2600–2775 mm                                                        | 2775 mm                                                             |
| Radstand                             | 2346 mm                                                             | 2346 mm                                                             | 2346 mm                                                             | 2346 mm                                                             |
| Spurweite vorne mit Verstellfelgen   | 1500 mm 1376–1776 mm                                                | 1500 mm 1376–1776 mm                                                | 1500–1750 mm 1476–1776 mm                                           | 1500–1750 mm 1476–1776 mm                                           |
| Spurweite hinten mit Verstellfelgen  | 1606 mm 1476–1976 mm                                                | 1606 mm 1476–1976 mm                                                | 1520–1756 mm 1576–1976 mm                                           | 1426 / 1756 mm 1576–1976 mm                                         |
| Reifengröße vorne                    | 10-24 / 14.5-20                                                     | 10-24 / 14.5-20                                                     | 11.2-24 / 11.2-28 / 14.5-20                                         | 11.2R24 / 11.2R28 / 12.4R24 / 12.4R28 / 14.9R24                     |
| Reifengröße hinten                   | 12-36 / 14-34 / 15-30                                               | 12-36 / 14-34 / 15-30                                               | 13.6-38 / 16.9-34 / 18.4-30 / 16.9-38                               | 13.6R38 / 16.9R34 / 16.9R38 / 18.4R38                               |
| Betriebsbremse                       | hinten Trommelbremsen hydraulisch, vorne auf Wunsch Scheibenbremsen | hinten Trommelbremsen hydraulisch, vorne auf Wunsch Scheibenbremsen | hinten Trommelbremsen hydraulisch, vorne auf Wunsch Scheibenbremsen | hinten Trommelbremsen hydraulisch, vorne auf Wunsch Scheibenbremsen |
| Lenkbremse                           | ja                                                                  | ja                                                                  | ja                                                                  | ja                                                                  |
| Motor                                |                                                                     |                                                                     |                                                                     |                                                                     |
| Hersteller                           | Schlüter                                                            | Schlüter                                                            | Schlüter                                                            | Schlüter                                                            |
| Typ                                  | SDM110 W4                                                           | SDM110 W4                                                           | SDM110 W4                                                           | SDM112 W4                                                           |
| Kraftstoff                           | Diesel                                                              | Diesel                                                              | Diesel                                                              | Diesel                                                              |
| Kühlung                              | Wasser                                                              | Wasser                                                              | Wasser                                                              | Wasser                                                              |
| Zylinder/Takte                       | 4-Zylinder Viertaktmotoren                                          | 4-Zylinder Viertaktmotoren                                          | 4-Zylinder Viertaktmotoren                                          | 4-Zylinder Viertaktmotoren                                          |
| Hubraum                              | 4752 cm³                                                            | 4752 cm³                                                            | 4752 cm³                                                            | 4926 cm³                                                            |
| Bohrung                              | 110 mm                                                              | 110 mm                                                              | 110 mm                                                              | 112 mm                                                              |
| Bohrung                              | 125 mm                                                              | 125 mm                                                              | 125 mm                                                              | 125 mm                                                              |
| Leistung                             | 80 PS (59 kW) bei 1800/min                                          | 85 PS (63 kW) bei 1800/min                                          | 85 PS (63 kW) bei 1800/min                                          | 90 PS (66 kW) bei 1800/min                                          |
| Max. Drehmoment                      | 35 mkp (343 N·m) bei 1300/min                                       | 36-37 mkp (353–363 N·m) bei 1300/min                                | 36-37 mkp (353–363 N·m) bei 1300/min                                | 38 mkp (373 N·m) bei 1300/min                                       |
| Getriebe und Antrieb                 |                                                                     |                                                                     |                                                                     |                                                                     |
| Hersteller und Typ                   | ZF T318II / T325II, ab 08/72: T3102                                 | ZF T3102                                                            | ZF T3102                                                            | ZF T3102                                                            |
| Schaltung                            | manuell                                                             | manuell                                                             | manuell                                                             | manuell                                                             |
| Gänge (vorwärts/rückwärts)           | 12 / 6, auf Wunsch zusätzliche Kriechgänge 16 / 8                   | 12 / 6, auf Wunsch zusätzliche Kriechgänge 16 / 8                   | 12 / 6, auf Wunsch zusätzliche Kriechgänge 16 / 8                   | 12 / 6, auf Wunsch zusätzliche Kriechgänge 16 / 8                   |
| Antriebsachsen                       | Allradantrieb                                                       | Allradantrieb                                                       | Allradantrieb                                                       | Allradantrieb                                                       |
| Differenzialsperre                   | ja                                                                  | ja                                                                  | ja                                                                  | ja                                                                  |